# Graphea paramarmorea
Graphea paramarmorea là một loài bướm đêm thuộc phân họ Arctiinae, họ Erebidae.